# Arcs de pedra de Can Jaumet
Els Arcs de pedra de Can Jaumet és una obra gòtica de Renau (Tarragonès) inclosa a l'Inventari del Patrimoni Arquitectònic de Catalunya.

## Descripció
Hi ha dos arcs apuntats, amb carreus de pedra, a l'entrada de can Jaumet. Es corresponen a una estructura pròpia dels segles xiii i XVI de la zona.

## Història
Es considera que aquests arcs devien formar part de l'estructura d'alguna dependència del castell, desaparegut, que situem a l'indret de l'actual plaça de l'església.
El 1876 s'enderrocaren les restes del castell i s'organitza la plaça de l'església